# RUS Assesse
RUS Assesse is een Belgische voetbalclub uit Assesse. De club is aangesloten bij de KBVB met stamnummer 5718 en heeft rood en zwart als kleuren.

## Geschiedenis
De club sloot zich halverwege de jaren 50 aan bij de Belgische Voetbalbond en ging van start in de provinciale reeksen. US Assesse bleef er de rest van de eeuw met wisselende resultaten spelen.
Op het eind van de jaren 90 zakte de club weg naar Derde en ten slotte naar Vierde Provinciale. Doordat in 2000 geen reeksen in Vierde Provinciale werden ingericht, mocht Assesse met de andere vierdeprovincialers weer aantreden in Derde Provinciale. Assesse kon zich daar nog enkele seizoenen handhaven. Uiteindelijk bereikte de club Tweede Provinciale, maar zou daarna een snelle terugval kennen. In 2007 degradeerde men immers van Tweede naar Derde Provinciale, en in 2008 zakte men meteen verder weg naar Vierde Provinciale, het allerlaagste niveau.
Even snel als RUS Assesse de voorgaande jaren was afgezakt, zou de club weer opgang maken. In 2009, in het eerste seizoen na de degradatie naar Vierde Provinciale, werd men immers meteen kampioen en kon men terugkeren naar Derde Provinciale. Ook daar bleef men op het elan doorgaan en via de eindronde kon men in 2010 weer meteen doorstoten naar Tweede Provinciale. In Tweede Provinciale was RUS nu ook bij de beteren. In 2012 speelde men er al de eindronde, maar zonder succes, maar in 2013 werd men er uiteindelijk kampioen. RUS promoveerde zo verder naar Eerste Provinciale. 
Ook in Eerste Provinciale kende men succes, want in het eerste seizoen dwong Assesse er meteen een plaats in de eindronde af. Men won die eindronde en mocht zo naar de interprovinciale eindronde. In de interprovinciale eindronde won men van de Limburgse provincialer Waltwilder VV, maar daarna werd men uitgeschakeld door vierdeklasser FC Ganshoren, waardoor RUS Assesse in principe niet zou promoveren. Men won wel nog een wedstrijd tegen ROC Meix-devant-Virton, de andere verliezer van de eindronde, voor het geval er toch promotieplaatsen zouden vrijkomen. De volgende maand besloot RWDM Brussels FC, pas van Tweede naar Derde Klasse gedegradeerd, in vereffening te gaan. Vierdeklasser Sint-Eloois-Winkel Sport nam de vrijgekomen plaats in Derde Klasse in, waardoor er in extremis een extra plaats vrijkwam in Vierde Klasse en RUS Assesse toch nog promoveerde. Desondanks vroeg Assesse om niet te moeten promoveren: spelen in Bevordering zou een groter budget vergen en bovendien moest men aantreden in de B-reeks, waar minder streekgenoten speelden dan in de D-reeks. Ondanks verschillende beroepsprocedures moest de club toch promoveren en ging men in 2014 voor het eerst van start in Vierde Klasse.